# Trần Mộng Cát
Trần Mộng Cát (giản thể: 陈梦吉; phồn thể: 陳夢吉; bính âm: Chén Mèngjí; Việt bính: Can4 Mung6 Gat1) là một nhân vật truyền kỳ trong các giai thoại dân gian Trung Quốc. Ông được mô tả là một trạng sư trứ danh thời nhà Thanh ở vùng Quảng Đông, được mệnh danh là "Thiên vương trạng sư". Tuy không được ghi chép trong các tài liệu lịch sử, nhưng hình tượng Trần Mộng Cát được lưu truyền trong văn hóa dân gian giống như hình tượng Trạng Quỳnh ở Việt Nam, từng được khai thác nhiều trong các tác phẩm sân khấu, điện ảnh, truyền hình.

## Thông tin
Theo các thông tin được khảo cứu, Trần Mộng Cát sinh năm 1820, mất năm 1888, người Tân Hội (có thuyết ghi là Thuận Đức), tỉnh Quảng Đông. Ông xuất thân quan hoạn thế gia, là hậu nhân của anh hùng kháng Nguyên Trần Phụng Đài (陳鳳台) thời Nam Tống. Tuy xuất thân gia tộc hiển hách, Trần Mộng Cát lại không có hứng thú với con đường sĩ hoạn (có thuyết cho rằng ông từng đỗ Tú tài), lại nhìn thấu sự hủ bại của Thanh triều, nên quyết định du hý nhân gian.
Trần Mộng Cát từ nhỏ đã mất cha, cuộc sống trải qua nhiều khó khăn, dần hình thành tư tưởng đồng cảm với kẻ yếu và ghét kẻ mạnh. Tính cách ông hài hước, viết chữ đẹp, thường giúp người nghèo viết tố trạng, giúp bách tính yếm thế chống lại kẻ cường quyền, được người đời tôn xưng là Quảng Đông dân gian Đệ nhất trạng sư thời Thanh mạt, được xếp đứng đầu trong Tứ đại tụng sư, xếp trên Phương Đường Kính, Lưu Hoa Đông, Hà Đạm Như.
Trần Mộng Cát được dân gian truyền kỳ thần thánh hóa, nổi tiếng với tài miệng lưỡi, được mệnh danh là "Ông tổ mưu mẹo" (扭計祖宗, Nữu kế tổ tông). Trong hầu hết các giai thoại dân gian, ông và Phương Đường Kính thường đối lập nhau, tranh đấu trong các câu chuyện truyền kỳ.

## Điện ảnh
Màn ảnh Hoa ngữ đã dựng lên nhiều bộ phim về Trần Mộng Cát (kể cả điện ảnh lẫn truyền hình). Gần đây nhất là bộ phim Trạng sư may mắn Trần Mộng Cát với vai diễn Trần Mộng Cát được giao cho Trương Đạt Minh, ngoài ra trong chính bộ phim này, ca sĩ hải ngoại của Việt Nam Phi Nhung cũng tham gia.